# 540
سنة 540 م (بالأرقام الرومانية: DXL) كانت سنة كبيسة تبدأ يوم الأحد (الرابط يظهر نموذج الجدول الزمني الكامل للسنة) من التقويم اليولياني. بدأت تسمية السنة ب540 منذ العصور الوسطى المبكرة، عندما أصبح تقويم أنو دوميني هو الأسلوب السائد في أوروبا لتسمية السنوات.

## أحداث
الملك كسرى الأول يكسر معاهدة السلام الأبدي مع البيزنطيين ويهاجم سوريا.

## مواليد
- أبو طالب بن عبد المطلب
- العاص بن وائل السهمي
- غريغوريوس الأول

## وفيات
- عمرو بن قميئة شاعر جاهلي.
- الجليلة بنت مرة، شاعرة.